# دراما فيفر
دراما فيفر (بالإنجليزية: DramaFever)‏ هو موقع فيديو للبث الحي مملوك لشركة وارنر برذرز يسمح لمستخدميه حسب الطلب بمشاهدة ورفع الأفلام الوثائقية والأفلام والبرامج التلفزيونية مع الترجمة لمشاهدتها عبر البث الحي ومشاركتها. وهو محتوى مدعوم بإعلانات المستخدمين العاديين ومتاح بدرجة عالية من الوضوح للمشتركين المميزين.
يتوفر دراما فيفر على مجموعة متنوعة من الأجهزة البث الرقمية بما في ذلك آي باد، آي فون، أندرويد وروكو. تعد مكتبة البرامج الدولية التابعة للشركة واحدة من أكبر مجموعات الولايات المتحدة المرخصة على الإنترنت، باللغتين الإنجليزية والإسبانية، كما تضم أكثر من 15000 حلقة من 70 شريكا عبر 12 دولة.
في الآونة الأخيرة، تشعبت الشركة في إنتاج الدراما التلفزيونية المشتركة، حيث شاركت في إنتاج الدراما الكورية الناجحة الورثة عام 2013 والدراما نايل كانتابيل.
في 23 فبراير 2016 أصبحت شركة تابعة لشركة وارنر برذرز